# Новосёлово (Нижегородская область)
 Новосёлово  — опустевшая деревня в Шарангском районе Нижегородской области в составе  Старорудкинского сельсовета .

## География
Расположена на расстоянии примерно 21 км на юг от районного центра посёлка Шаранга.

## История
Известна с 1873 года как починок Новосёловской, где дворов 7 и жителей 48, в 1905 23 и 174, в 1926 41 и 258, в 1950 (уже Новосёлово)45 и 189. Имеются воспоминания бывших жителей.

## Население
Постоянное население не было учтено как в 2002 году, так и в 2010.